# 宜候 (アルバム)
『宜候』（ようそろ）は、槇原敬之の23枚目のオリジナル・アルバム。ワーズアンドミュージックから2021年10月25日に先行配信。10月27日にCDで発売。規格品番はBUP-00024。他にDVDとスリーブケースが付属した初回生産限定盤（BUP-00022/3）も同時発売された。

## 概要
アルバムリリースとしては前作『Design & Reason』以来2年ぶり。覚醒剤所持による2度目の逮捕で謹慎中となっていた槇原にとって復帰作品であり、全曲が書き下ろしの新曲で構成されている。
タイトルの「宜候」は航海用語の1つで、「船を直進させること」を意味する操蛇号令。
DVDには新曲「宜候」のミュージック・ビデオとメイキング映像が収録。
ディスクジャケットのデザインは大楠孝太朗が手がけ、航海の様子が描かれている。
書籍『槇原敬之 歌の履歴書』が同時発売された。
このアルバムを引っ提げ2019年の「makihara noriyuki concert tour 2019 “Design & Reason“」以来となるコンサートツアー「槇原敬之 Concert Tour 2022 〜宜候〜」が 5月14日 東京・TACHIKAWA STAGE GARDENを皮切りに開催された。

## 収録曲
| 全作詞・作曲・編曲: 槇原敬之（6作詞: 須藤晃 7編曲: 松本圭司 8,9,11,12編曲: 槇原敬之/Tomi Yo）。 |                               |                                                                             |                                                                             |      |
| #                                                                                               | タイトル                      | 作詞                                                                        | 作曲・編曲                                                                  | 時間 |
| 1.                                                                                              | 「introduction 〜東京の蕾〜」 | 槇原敬之（6作詞: 須藤晃 7編曲: 松本圭司 8,9,11,12編曲: 槇原敬之/ Tomi Yo ） | 槇原敬之（6作詞: 須藤晃 7編曲: 松本圭司 8,9,11,12編曲: 槇原敬之/ Tomi Yo ） | 2:05 |
| 2.                                                                                              | 「ハロー!トウキョウ」         | 槇原敬之（6作詞: 須藤晃 7編曲: 松本圭司 8,9,11,12編曲: 槇原敬之/ Tomi Yo ） | 槇原敬之（6作詞: 須藤晃 7編曲: 松本圭司 8,9,11,12編曲: 槇原敬之/ Tomi Yo ） | 3:23 |
| 3.                                                                                              | 「悶絶」                      | 槇原敬之（6作詞: 須藤晃 7編曲: 松本圭司 8,9,11,12編曲: 槇原敬之/ Tomi Yo ） | 槇原敬之（6作詞: 須藤晃 7編曲: 松本圭司 8,9,11,12編曲: 槇原敬之/ Tomi Yo ） | 4:59 |
| 4.                                                                                              | 「悲しみは悲しみのままで」    | 槇原敬之（6作詞: 須藤晃 7編曲: 松本圭司 8,9,11,12編曲: 槇原敬之/ Tomi Yo ） | 槇原敬之（6作詞: 須藤晃 7編曲: 松本圭司 8,9,11,12編曲: 槇原敬之/ Tomi Yo ） | 5:20 |
| 5.                                                                                              | 「特別な夜」                  | 槇原敬之（6作詞: 須藤晃 7編曲: 松本圭司 8,9,11,12編曲: 槇原敬之/ Tomi Yo ） | 槇原敬之（6作詞: 須藤晃 7編曲: 松本圭司 8,9,11,12編曲: 槇原敬之/ Tomi Yo ） | 4:41 |
| 6.                                                                                              | 「わさび」                    | 槇原敬之（6作詞: 須藤晃 7編曲: 松本圭司 8,9,11,12編曲: 槇原敬之/ Tomi Yo ） | 槇原敬之（6作詞: 須藤晃 7編曲: 松本圭司 8,9,11,12編曲: 槇原敬之/ Tomi Yo ） | 5:41 |
| 7.                                                                                              | 「なんかおりますの」          | 槇原敬之（6作詞: 須藤晃 7編曲: 松本圭司 8,9,11,12編曲: 槇原敬之/ Tomi Yo ） | 槇原敬之（6作詞: 須藤晃 7編曲: 松本圭司 8,9,11,12編曲: 槇原敬之/ Tomi Yo ） | 4:27 |
| 8.                                                                                              | 「Counting Blessing」         | 槇原敬之（6作詞: 須藤晃 7編曲: 松本圭司 8,9,11,12編曲: 槇原敬之/ Tomi Yo ） | 槇原敬之（6作詞: 須藤晃 7編曲: 松本圭司 8,9,11,12編曲: 槇原敬之/ Tomi Yo ） | 4:34 |
| 9.                                                                                              | 「虹色の未来」                | 槇原敬之（6作詞: 須藤晃 7編曲: 松本圭司 8,9,11,12編曲: 槇原敬之/ Tomi Yo ） | 槇原敬之（6作詞: 須藤晃 7編曲: 松本圭司 8,9,11,12編曲: 槇原敬之/ Tomi Yo ） | 3:58 |
| 10.                                                                                             | 「好きなものに変えるだけ」    | 槇原敬之（6作詞: 須藤晃 7編曲: 松本圭司 8,9,11,12編曲: 槇原敬之/ Tomi Yo ） | 槇原敬之（6作詞: 須藤晃 7編曲: 松本圭司 8,9,11,12編曲: 槇原敬之/ Tomi Yo ） | 4:03 |
| 11.                                                                                             | 「HOME」                      | 槇原敬之（6作詞: 須藤晃 7編曲: 松本圭司 8,9,11,12編曲: 槇原敬之/ Tomi Yo ） | 槇原敬之（6作詞: 須藤晃 7編曲: 松本圭司 8,9,11,12編曲: 槇原敬之/ Tomi Yo ） | 5:39 |
| 12.                                                                                             | 「宜候」                      | 槇原敬之（6作詞: 須藤晃 7編曲: 松本圭司 8,9,11,12編曲: 槇原敬之/ Tomi Yo ） | 槇原敬之（6作詞: 須藤晃 7編曲: 松本圭司 8,9,11,12編曲: 槇原敬之/ Tomi Yo ） | 5:23 |
| 合計時間:                                                                                       | 合計時間:                     | 54:13                                                                       |                                                                             |      |

| #         | タイトル                 | 作詞  | 作曲・編曲 | 時間 |
| --------- | ------------------------ | ----- | ---------- | ---- |
| 1.        | 「宜候」(Music Video)    |       |            | 5:36 |
| 2.        | 「宜候」(メイキング映像) |       |            | 4:46 |
| 合計時間: | 合計時間:                | 10:22 |            |      |

## 楽曲解説
1. introduction 〜東京の蕾〜
2. ハロー!トウキョウ
デビューから現在までを振り返る楽曲[2]。
3. 悶絶
4. 悲しみは悲しみのままで
5. 特別な夜
6. わさび
須藤晃が作詞を手がけた楽曲で、槇原自身が歌唱する楽曲で作詞提供を受けたのは「チキンライス」以来17年ぶり[3]。
7. なんかおりますの
ジャズ調の楽曲で、アレンジは松本圭司が手がけた[2]。
8. Counting Blessing
9. 虹色の未来
Tomi Yoとの共同アレンジによる作品で、「人は本来的に多様なものである」というメッセージが込められている[2]。
10. 好きなものに変えるだけ
11. HOME
12. 宜候
表題曲。ミュージック・ビデオが制作されており、監督は大久保拓朗が務めた[2]。

## チャート成績
| チャート (2021年)       | 最高位 |
| ----------------------- | ------ |
| 日本 (オリコン)         | 6      |
| 日本 (Download Albums)  | 4      |
| 日本 (Hot Albums)       | 5      |
| 日本 (Top Albums Sales) | 4      |